# Eaunes
Eaunes è un comune francese di 4 728 abitanti situato nel dipartimento dell'Alta Garonna nella regione dell'Occitania.

## Storia

### Simboli
Lo stemma comunale riprende il blasone del nobile Louis de Gayrard, primo sindaco di Eaunes nel 1777 dove, invece dell'aquila, simbolo dell'evangelista Giovanni, era raffigurato un pappagallo verde accompagnato da tre tortelli di porpora.

## Società

### Evoluzione demografica
Abitanti censiti

## Amministrazione

### Gemellaggi
- Casier, dal 2002